# الأكاديمية الأمريكية للاعتلال العظمي
الأكاديمية الأمريكية للاعتلال العظمي
الأكاديمية الأمريكية للاعتلال العظمي American Academy of Osteopathy (AAO) ) دورها هو تعليم والمشورة، والبحوث والعلوم والفن، وفلسفة للطب التقويمي، مع التركيز على إدماج مبادئ التقويمي والممارسة والعلاج والتلاعب في رعاية مرضى طب العظام.